# Roc d'Ausinsi
El Roc d'Ausinsi és una muntanya de 2.545 metres que es troba entre els municipis d'Alins i de Lladorre, a la comarca del Pallars Sobirà.